# Russell Mockridge
Russell Mockridge (* 18. Juli 1928 in Melbourne; † 13. September 1958 in Clayton, Melbourne) war ein australischer Radrennfahrer, der sowohl im Bahnradsport als auch auf der Straße erfolgreich war. Mockridge errang bei den Olympischen Sommerspielen 1952 zwei Goldmedaillen.

## Sportliche Laufbahn
Mockridges Karriere begann 1946. Sein Oberklassenakzent brachte ihm zunächst den Spitznamen Little Lord Fauntleroy ein, nach zahlreichen Erfolgen ging man zu The Geelong Flyer über. Bereits 1948 nahm er in London an seinen ersten Olympischen Sommerspielen teil, erlitt aber im Straßenrennen zwei Reifenschäden. In der Mannschaftswertung kam Australien nicht in die Wertung. 1950 vertrat Mockridge Australien bei den British Empire Games 1950 und gewann den Bahnsprint sowie das 1000-Meter-Zeitfahren (wobei er einen neuen Rekord für die Spiele aufstellte). In der 4000-Meter-Einerverfolgung belegte er den zweiten Platz.
Den Grand Prix Turin, einen der ältesten Wettbewerbe im Bahnradsport, gewann er 1951. 1952 nahm er am Sprint-Grand Prix de Paris in Paris teil. Er gewann sowohl den Grand Prix der Amateure wie auch den offenen Wettbewerb, in dem er den Profiweltmeister Reg Harris schlug. Mockridge war damit der erste Rennfahrer, der beide Wettbewerbe gewann. Die Demütigung der Profis führte dazu, dass die Regeln des Grand Prix geändert wurden, so dass Profis nicht mehr gegen Amateure antreten mussten. 1952 wurde Mockridge in die Olympiaauswahl Australiens für die Spiele in Helsinki berufen. Er gewann zwei Goldmedaillen, eine im 1000-Meter-Zeitfahren, die andere im Tandemrennen mit Lionel Cox. 1952 gewann er den traditionsreichen Muratti Gold Cup auf der Radrennbahn von Manchester.
1953 wurde Mockridge Profi. Er gewann 1955 mit seinen Partnern Sid Patterson und Roger Arnold das Sechstagerennen von Paris und auf der Straße die Tour du Vaucluse. Er bestritt 1955 auch die Tour de France und belegte Platz 64 in der Gesamtwertung. Von 1956 bis 1958 wurde Mockridge jedes Jahr australischer Straßenmeister, 1957 gewann er zudem das wichtigste australische Etappenrennen, die Herald Sun Tour. 1958 wurde er Radsportler des Jahres in Australien.
Russell Mockridge verunglückte am 13. September 1958 während eines Radrennens tödlich, als er mit einem Bus zusammenstieß. Er hinterließ eine Frau und eine Tochter.
Mockridge hatte nach seiner Tourteilnahme begonnen, ein Buch über seine Erlebnisse als Radprofi zu schreiben. Das Buch trug den Titel „My World on Wheels“ und wurde 1960 veröffentlicht. Seine Frau Linda hatte es zu Ende geschrieben, Hubert Opperman verfasste das Vorwort.

## Erfolge

### Bahn
1950
- British Empire Games – Sprint, 1000-Meter-Zeitfahren
- British Empire Games – Einerverfolgung
- Australischer Meister – Sprint, 1000-Meter-Zeitfahren, Einerverfolgung

1951
- Amateur-Weltmeisterschaft – Sprint

1952
- Olympiasieger – 1000-Meter-Zeitfahren, Tandem (mit Lionel Cox)
- Grand Prix de Paris (Amateure)
- Grand Prix de Paris (Open)
- Australischer Meister – Sprint, 1000-Meter-Zeitfahren

1953
- Grand Prix de Paris (Amateure)

1955
- Sechstagerennen von Paris (mit Reginald Arnold und Sydney Patterson)

### Straße
1954
- Grote Prijs Marcel Kint

1955
- Tour du Vaucluse

1956
- Australischer Meister – Straßenrennen
- eine Etappe Tasmanien-Rundfahrt

1957
- Gesamtwertung und vier Etappen Tasmanien-Rundfahrt
- Herald Sun Tour
- Australischer Meister – Straßenrennen

1958
- Australischer Meister – Straßenrennen